# Мейендорф, Александр Феликсович
Барон Александр Феликсович Мейендорф (1869, Баден-Баден — 1964, Лондон) — русский юрист и политический деятель из рода Мейендорфов.

## Биография
Землевладелец Лифляндской губернии. Сын барона Феликса фон Мейендорфа и его жены Ольги Михайловны, внук командующего времён Крымской войны князя М. Д. Горчакова, двоюродный брат П. А. Столыпина.
Окончил курс юридического факультета Санкт-Петербургского университета. Был приват-доцентом университета по кафедре прибалтийского права. Состоял инспектором училища правоведения. В 1905 году стал одним из основателей «Союза 17 октября». Избирался в III и IV Государственную Думу. В 1907—1909 годах — товарищ Председателя Государственной думы. В 1907-1912 гг. Мейендорф был деятельным членом думской «Комиссии о мерах борьбы с пьянством». 21 и 22 января 1911 г. он выступил в Думе с докладом Комиссии, обосновывающим необходимость принятия ограничительного «Проекта закона об изменении и дополнении некоторых, относящихся к продаже крепких спиртных напитков, постановлений». (Содокладчик – октябрист М.Д. Челышов. Законопроект был принят III Государственной думой 14 ноября 1911 г.) (Афанасьев А.Л. 2007. С. 74-75.) В 1913 году вышел из состава «Союза 17 октября». В конце 1917 года баллотировался  во Всероссийское учредительное собрание в Московском столичном округе по списку «Содружество народов», в Таврическом и Херсонском избирательных округах по спискам «Русских граждан немецкой национальности». По мнению историка Л. Г. Протасова утверждения, что Мейендорф был избран в Херсонском избирательном округе ошибочны.
В 1918 году он вернулся из Петербурга в своё поместье Мазстраупе, но во время латышской борьбы за независимость эмигрировал в Великобританию, где он был преподавателем Лондонской школы экономики. Однако в 1927 году он принял латвийское гражданство,  после выхода на пенсию жил в имении Монрепо в Выборге (1934-1939), и в начале Советско-финляндской войны (1939—1940) снова вернулся в Англию.

#### Семья
1-й брак — Нина Асламовна (Александровна), княжна Цулукидзе (1863—1906). В первом браке она была замужем за С.Г.Коваленским.
2-й брак (с 3 июня 1907 года) — Варвара Михайловна Цулукидзе (урожд. Шервашидзе; 1859—1946), дочь последнего владетельного князя Абхазии Михаила Шервашидзе и его третьей жены Александры Дадиани, фрейлина.  В первом браке — замужем за князем Николаем Николаевичем Цулукидзе (развод в 1897).
Последние годы жизни Александр Феликсович и Варвара Михайловна фон Мейендорф провели в доме престарелых в Пейнтоне, поэтому местом их захоронения стало кладбище города Пейнтон.

## Сочинения

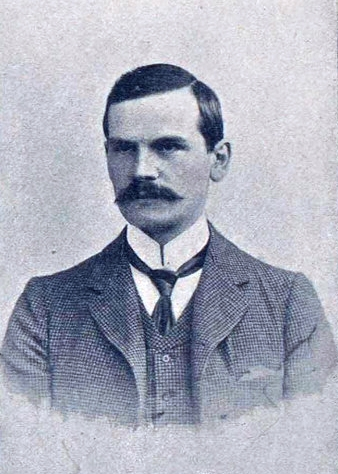
А. Ф. Мейендорф, 1909

- Прусская конституция с объяснениями. — Санкт-Петербург, 1905.
- Крестьянский двор в системе русского крестьянского законодательства. — Санкт-Петербург, 1909.